# Parafia św. Mateusza Apostoła i Ewangelisty w Wałdowie
Parafia świętego Mateusza Apostoła i Ewangelisty w Wałdowie – parafia rzymskokatolicka, znajdująca się w diecezji pelplińskiej, w dekanacie Kamień Krajeński.